# Adventures of Captain Marvel
Adventures of Captain Marvel is een Amerikaanse Serial film bestaande uit 12 korte films, uitgebracht in 1941. De reeks is gebaseerd op het personage Captain Marvel. De regie was in handen van John English en William Witney. De hoofdrol werd vertolkt door Tom Tyler, die ook de rol van The Phantom vertolkte in een filmreeks uit 1943. De film was niet gebaseerd op een verhaal uit de strip, maar bevatte een uniek verhaal.

## Verhaal
Bij een expeditie in Thailand vindt een groep archeologen een magisch beeld van een schorpioen. Dit beeld is in feite een dodelijk wapen dat alles veranderen in puur goud, en stenen kan doen smelten via een energiestraal. Een crimineel meesterbrein genaamd “The Scorpion” zet zijn zinnen op dit beeld.
Een van de expeditieleden is de jonge journalist Billy Batson. Hij ontmoet in een oude tempel de tovenaar Shazam. Shazam waarschuwt Billy voor wat er kan gebeuren als de schorpioen in verkeerde handen valt. Hij geeft Billy de macht om te transformeren in Captain Marvel zodat hij de schorpioen kan beschermen.
Terug in de Verenigde Staten barst de strijd om de schorpioen los. De afzonderlijke onderdelen van de schorpioen worden verdeeld onder verschillende mensen, daar dit veiliger is. Een van deze mensen is echter “The Scorpion”. Wie deze Scorpion werkelijk is weet niemand, en Captain Marvel moet hierachter zien te komen terwijl hij de andere stukken van de schorpioen beschermt.
Uiteindelijk blijkt professor Luthor Bentley, een lid van de expeditie, de Scorpion te zijn. Nadat hij is verslagen, vernietigd Captain Marvel de gouden schorpioen zodat deze nooit meer in verkeerde handen kan vallen. Daarna verliest hij zijn krachten als Captain Marvel, omdat er geen beschermer voor de schorpioen meer nodig is.

## Rolverdeling

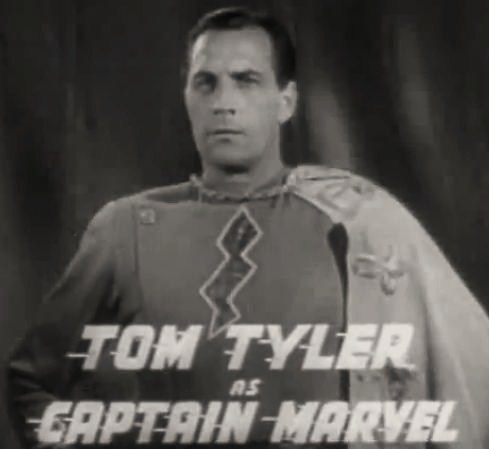
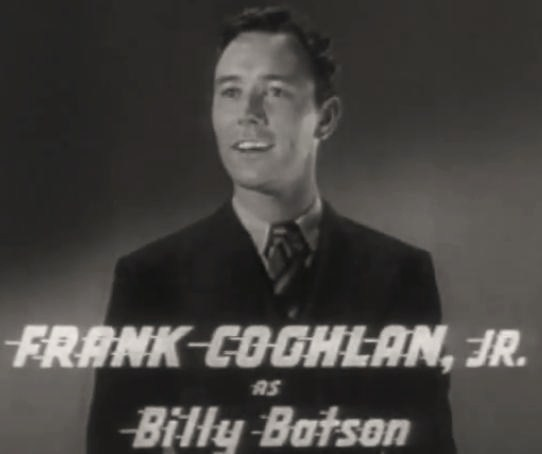
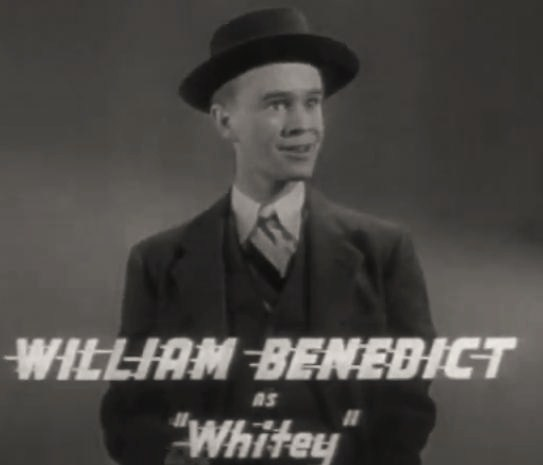
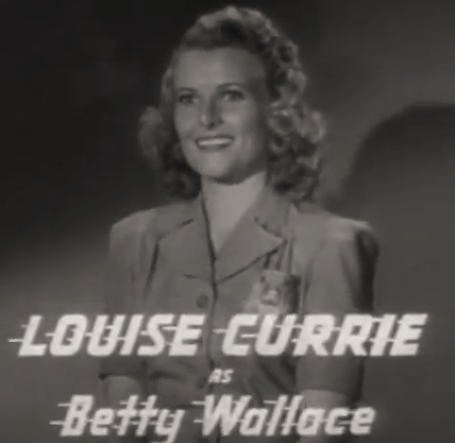
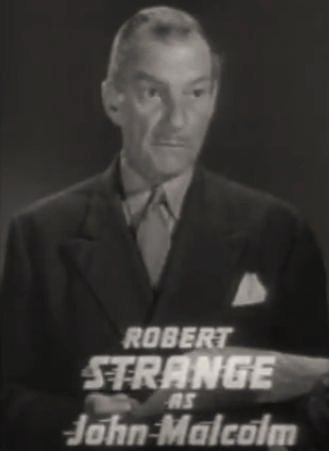
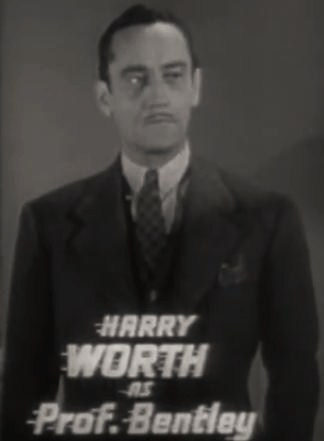
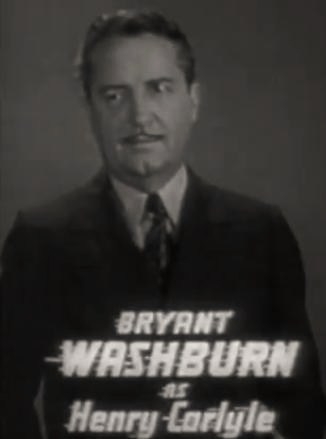
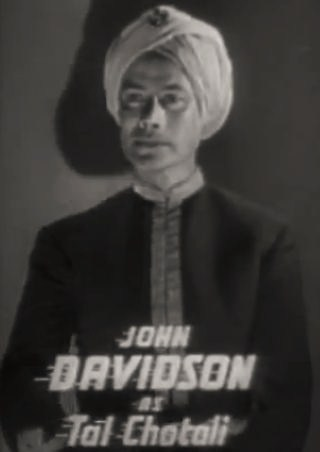

| Acteur            | Personage            |
| ----------------- | -------------------- |
| Tom Tyler         | Captain Marvel       |
| Frank Coghlan Jr. | Billy Batson         |
| William Benedict  | Whitey Murphy        |
| Louise Currie     | Betty Wallace        |
| Robert Strange    | John Malcolm         |
| Harry Worth       | Prof. Luther Bentley |
| Bryant Washburn   | Harry Carlyle        |
| John Davidson     | Tal Chotali          |
| George Pembroke   | Dr. Stephen Lang     |
| Peter George Lynn | Prof. Dwight Fisher  |
| Reed Hadley       | Rahman Bar           |
| Jack Mulhall      | Howell               |
| Kenneth Duncan    | Barnett              |
| Nigel De Brulier  | Shazam               |
| Tetsu Komai       | Chan Lai             |

## Achtergrond

### Hoofdstukken
1. Curse of the Scorpion
2. The Guillotine
3. Time Bomb
4. Death Takes the Wheel
5. The Scorpion Strikes
6. Lens of Death
7. Human Targets
8. Boomerang
9. Dead Man's Trap
10. Doom Ship
11. Valley of Death
12. Captain Marvel's Secret

### Productie
De filmserie was de 21e van totaal 60 filmseries gemaakt door Republic Pictures, en de eerste gebaseerd op een stripserie.
Het budget van de filmserie was $135,553, maar de kosten liepen uiteindelijk op tot $145,588. Hoewel de film dus $10,035 (7.4%) over het budget heen ging, was dit voor Republic slechts een kleine overschrijding. Hun filmserie The Lone Ranger Rides Again (1939) ging $20,119 over het budget, en Captain America (1944) $40,283.
De filmserie ontstond min of meer uit Republics mislukte poging om een filmreeks te maken over Superman. Een scenario voor een Supermanfilm lag al klaar, maar National Periodical Publications (tegenwoordig DC Comics) weigerde op het laatste moment de filmrechten op hun personage te verkopen. Daarom werd dit scenario verwerkt tot de film Mysterious Doctor Satan. Republic benaderde bij wijze van plan B Fawcett Comics met het verzoek een filmreeks te maken over hun bekendste personage. Fawcett ging wel akkoord. Zo werd Captain Marvel de eerste stripboeksuperheld waar een film over werd gemaakt. National Periodical Publications probeerde de komst van de filmreeks nog te verhinderen, onder andere middels het feit dat Republic eerst een Supermanfilm wilde maken, maar faalde.
Frank Coghlan kreeg de rol van Billy Batson vanwege zijn grote gelijkenissen met het strippersonage.
De filmserie gebruikte voor die tijd geavanceerde special effects, vooral effecten gemaakt door de Lydecker Brothers. Vooral de scènes waar Captain Marvel vliegt waren ingewikkeld om te maken. Hiertoe werd een grote pop gebruikt aan een dunne draad, gecombineerd met scènes gefilmd met een stuntman. Vooral Dave Sharpe deed veel van de stunts voor Captain Marvel.

### Verschillen met de strip

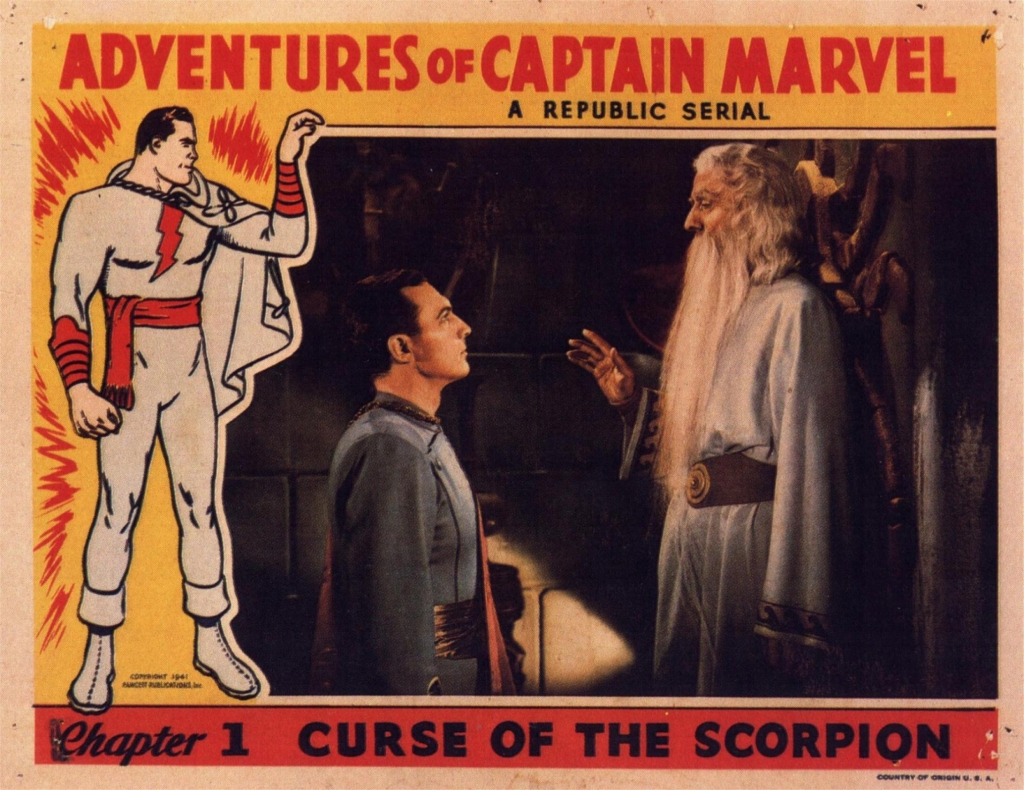
Comic van Captain Marvel uit 1941

De film was op een paar punten duidelijk anders dan de strips. Zo vervingen de scenaristen de humor uit de stripserie met een serieuzer verhaal. Ook Captain Marvel zelf werd aangepast. In de strips was Captain Marvels alter ego een kind van 12. In de film is zijn alter ego een jonge volwassene. Tevens bevat de film een grimmigere ondertoon. De Captain Marvel uit de strips verwondde zijn tegenstanders maar zelden, laat staan dat hij ze ombracht. De filmversie van Captain Marvel doodde zeker in de eerste films geregeld zijn tegenstanders.

### Invloed
Het succes van de filmreeks bewees dat films gebaseerd op stripfiguren en superhelden succesvol konden zijn. Dit leidde onder andere tot een filmreeks over Superman en twee filmreeksen over Batman. De filmserie zorgde er tevens voor dat de verkoop van de Captain Marvel-strips fors steeg, en een tijd lang zelfs die van Superman overtrof.